# Camille-Melchior Gibert
Camille-Melchior Gibert (ur. w 1797 w Paryżu, zm. w 1866 w Paryżu) – francuski dermatolog, pracował w paryskich szpitalach, zmarł w czasie epidemii cholery. Znany jest dzięki naukowemu opisaniu chorób skórnych, w tym zwłaszcza łupieżu różowego od jego nazwiska zwanego "łupieżem różowym Giberta".  Prowadził także eksperymenty medyczne nad leczeniem kiły.